# Fuat Çapa
Fuat Çapa (* 15. August 1968 in Afyonkarahisar, Türkei) ist ein belgisch-türkischer Fußballtrainer.

## Trainerkarriere
Fuat Çapa wuchs in der türkischen Heimat auf und emigrierte in den 1990er Jahren nach Belgien. Hier fing er an ab der Saison 2000/01 den KV Turnhout zu trainieren. Nachdem er hier vier Jahre tätig gewesen war, arbeitete er in den folgenden Jahren für Patro Maasmechelen, Heusden-Zolder, Geel und Hamme.
Zum Anfang der Saison 2007/08 bekam er das Angebot den türkischen Erstligisten Gençlerbirliği Ankara zu trainieren. Er nahm das Angebot an und trainierte fortan Gençlerbirliği. Nachdem er in den ersten fünf Pflichtspielen nur vier Punkte sammeln konnte, wurde er von der Klubführung entlassen. Er wurde dann später durch Reinhard Stumpf ersetzt.
Nach dieser ersten Trainererfahrung in der Türkei kehrte er in seine Wahlheimat Belgien zurück. Nach einer kurzen Auszeit heuerte er beim niederländischen Zweitligisten MVV Maastricht an. Hier arbeitete er bis Februar 2010 und trennte sich nach gegenseitigem Einvernehmen vom Klub.
Er blieb bis Oktober 2010 ohne Trainereinstellung und bekam dann beim niederländischen Zweitligisten RBC Roosendaal eine Anstellung. Nachdem er den Verein bis zum Saisonende trainiert hatte, war der Verein aus finanziellen Gründen nicht mehr imstande, die Gehälter zu zahlen. So wurden alle Mitarbeiter freigestellt.
Fuat Çapa blieb bis zur Winterpause der Saison 2010/11 ohne Trainerbeschäftigung. Diese Zeit nutzte er, indem er bei größeren Vereinen verteilt über ganz Europa hospitierte. Zur Winterpause der Saison 2010/11 nahm er ein Angebot vom stark abstiegsbedrohten türkischen Erstligisten Kasımpaşa Istanbul an. Kasımpaşa belegte zu diesem Zeitpunkt mit acht Punkten weit abgeschlagen den letzten Tabellenplatz. Çapa konnte den Abstieg zum Saisonende nicht verhindern, aber er sammelte mit dem Verein noch 15 Punkte und bewahrte sich lange die Chance, einen Nicht-Abstiegsplatz zu erreichen. Darüber hinaus fiel Çapa durch den modernen Fußball auf, den seine Mannschaft spielte. Nach Beendigung der Spielzeit bekam er das Angebot auch in der zweiten Division den Verein zu trainieren. Çapa wies das Angebot dankend mit der Begründung zurück, er wolle einen Erstligisten trainieren.
Zur neuen Saison bekam er kurz vor Saisonbeginn von seinem früheren Verein Gençlerbirliği Ankara ein Angebot, welches er annahm. Gençlerbirliği wurde zu diesem Zeitpunkt bereits vor Saisonbeginn wegen seines vermeintlich schwachen Kaders als sicherer Abstiegskandidat gehandelt. Der Verein hatte sich erst vor zwei Monaten mit dem Trainer Giray Bulak für die neue Saison geeignet. Bulak trennte sich aber kurze Zeit später von dem Klub mit der Begründung, dass der Kader für die Süper Lig nicht ausreichend sei. Trotz dieser Unwägbarkeiten übernahm Çapa den Verein. Er formte aus der jungen und unerfahrenen Truppe eine schlagkräftige und modern spielende Mannschaft und belegte zur Winterpause völlig überraschend den fünften Tabellenplatz.
Am Ende der Saison 2012/13 verließ Çapa Gençlerbirliği. Zur Saison 2013/14 wechselte er zum Aufsteiger Kayseri Erciyesspor und wurde dort am 20. Dezember 2013 entlassen. Im März 2014 übernahm Çapa den abstiegsbedrohten Erstligisten Medical Park Antalyaspor. Mit diesem Klub rutschte Çapa weiter in die Abstiegsregion ab und verfehlte schließlich den Klassenerhalt. Zum Saisonende verließ er dan Antalyaspor.
Im Juli 2015 wurde Çapa Trainer beim schweizerischen Zweitligisten FC Wil. Im Oktober darauf wurde er jedoch wieder entlassen. Anschließend übernahm er den Trainerposten des türkischen Erstligisten Gençlerbirliği Ankara, wurde jedoch nach fünf Stunden Amtszeit bereits wieder entlassen.
Zur Saison 2016/17 wurde er beim Zweitligisten Boluspor als neuen Cheftrainer eingestellt. Hier konnte er trotz großer Investitionen das Saisonziel des Klassenerhalts nicht erreichen und wurde als Folge im Oktober 2017 entlassen. Im Sommer 2018 übernahm er den Zweitligisten Eskişehirspor diesen trainierte er bis September 2020. Im Februar 2020 wurde Fuat Çapa zum zweiten Mal nach der Saison 2010/11 bei dem türkischen Erstligisten Kasımpaşa Istanbul zum Chef-Trainer berufen.

## Trivia
- Sein Sohn Ferhat Çapa ist Profifußballer.[8]

## Erfolge
Gençlerbirliği Ankara
- TSYD Kupası (2): 2011, 2012